# Jan Krauze
Pour les articles homonymes, voir Krauze.
Ne pas confondre avec le baron Jan Krauze (1882-1969), recteur de l'École des mines de Cracovie (AGH).
Jan Krauze, né en 1948, est un journaliste français d'origine franco-polonaise.

## Biographie
Jan Krauze a été correspondant de l'AFP puis du Monde à Moscou (deux fois : la première sous Brejnev, la seconde pendant la dislocation de l'URSS), à Varsovie, à Vienne pour l'ensemble des pays d'Europe centrale et orientale, à Washington.
Il est l'auteur d'un récit sur ses parents, elle angevine, lui officier polonais venu poursuivre son combat contre l'Allemagne nazie en France, qui se sont rencontrés pendant la guerre Les parents ne meurent jamais (L'Iconoclaste, 2014).
Auteur d'un roman historique (Les Chevaux n'iront pas en enfer, Le Rocher, 2010)Il est l'auteur d'une photobiographie consacrée à Poutine dans la revue 6Mois.
Il a créé le magazine Le Courrier de Varsovie, qui a cessé sa parution en 2003. Il a été éditeur en Pologne du mensuel Koń polski (pl).
Il est aujourd'hui éleveur de chevaux en Normandie et écrit des livres.
Il est le père du chef d'orchestre Nicolas Krauze.
Il est décoré en 2013 de la croix de chevalier de l'ordre du Mérite de la République de Pologne